# マイケル・シュルツ
マイケル・シュルツ（Michael Schultz、1938年11月10日 - ）はアメリカ合衆国の映画・TVドラマの監督・プロデューサー。

## 生活と仕事
ウィスコンシン州ミルウォーキーに、女工Katherine Frances (née Leslie)とドイツ系アメリカ人の保険セールスマンのLeo Schultzの息子として誕生。
ウィスコンシン・マディソン大学やMarquette大学の後プリンストン大学に編入し、1966年、最初の舞台劇『ゴドーを待ちながら』を演出。
1968年にNegro Ensemble Companyに入り、翌年ブロードウェイに進出。
Lorraine Hansberry主演の劇『To Be Young, Gifted and Black』でブレイクし、1972年にテレビ・ドラマとして再演した。 
初期の映画作品には、低級なコメディーと社会性を融合した『Honeybaby, Honeybaby』『Cooley High』があり、代表作にはリチャード・プライヤー主演の『カー・ウォッシュ（Car Wash）』(1976) や『Which Way is Up?』(1977)がある。 
1978年、ビートルズのアルバム『サージェント・ペパーズ・ロンリー・ハーツ・クラブ・バンド』を基にしたミュージカル『サージャント・ペッパー』を、当時、黒人監督としては史上最大の予算で映画化したが、商業的にも批評的にも失敗した。その後は採算の取れる映画を量産し、『Scavenger Hunt』(1979) 『Disorderlies』(1987)などがある。 
ここ数十年は主にテレビ業界で仕事をし、ドラマ『アドベンチャー・オブ ヤング・インディ・ジョーンズ』や『ピケット・フェンス』のパイロット版をつくり、テレビ映画も量産。
1991年、「黒人映画監督の殿堂」（Black Filmmakers Hall of Fame）に殿堂入り。

## 携わった作品
| - To Be Young, Gifted, and Black (1972) - en:The Rockford Files (1974) TV Series - スタスキー&ハッチ Starsky and Hutch (1975) TV Series - en:Baretta (1975) TV Series - Benny's Place (1982) - For Us the Living: The Medgar Evers Story (1983) - 続・天国から落ちた男 The Jerk, Too (1984) - The Spirit (1987) - タイムソルジャー/時の侵入者 en:Timestalkers (1987) - Rock 'n' Roll Mom (1988) - ターザン ニューヨークへ行く Tarzan in Manhattan (1989) - Hammer, Slammer, & Slade (1990) - Jury Duty: The Comedy (1990) - イライジャ・ウッドのデーオ Day-O (1992) - Diagnosis: Murder (1993) TV Series - インディ・ジョーンズ/若き日の大冒険 ハリウッドの愚者たち Young Indiana Jones and the Hollywood Follies (1994) - Chicago Hope (1994) TV Series - Shock Treatment (1995) - アドベンチャー・オブ ヤング・インディ・ジョーンズ Young Indiana Jones: Travels with Father (1996) - アリー my Love (1997) TV Series - The Practice (1997) TV Series - キラーズ・イン・ザ・ハウス/真夜中の来訪者 Killers in the House (1998) - My Last Love (1999) - Ally (1999) TV Series - アドベンチャー・オブ ヤング・インディ・ジョーンズ イノセントストーリーThe Adventures of Young Indiana Jones: Tales of Innocence (1999) - Philly (2001) TV Series - LA・ロー 帰ってきた七人の弁護士 L.A. Law: The Movie (2002) - エバーウッド 遥かなるコロラド Everwood (TV Series) - ブラザーズ&シスターズ Brothers and sisters TV Series - コールドケース 迷宮事件簿 Cold Case (2006) TV Series - 弁護士イーライのふしぎな日常 Eli Stone (2007) TV Series - ダーティー・セクシー・マネー Dirty Sexy Money (2007) TV Series - CHUCK/チャック Chuck (2010) TV Series - ARROW/アロー Arrow (2012) – Damaged | - en:Together for Days (1972) - en:Honeybaby, Honeybaby (1974) - en:Cooley High (1975) - カー・ウォッシュ Car Wash (1976) - en:Greased Lightning (1977) - Which Way Is Up? (1977) - サージャント・ペッパー Sergeant Pepper's Lonely Hearts Club Band (1978) - en:Scavenger Hunt (1979) - おんぼろバスと８人の子供たち Bustin' Loose (1981) - ハロー、ダディ! Carbon Copy (1981) - クラッシュ・グルーブ Krush Groove (1985) - ラスト・ドラゴン en:The Last Dragon (1985) - ファット・ボーイズの突撃ヘルパー en:Disorderlies (1987) - Livin' Large! (1991) - Woman Thou Art Loosed (2004) - God is a (Guess What?) (1968) - Kongi's Harvest (1968) - Song of the Lusitanian Bogey (1968) Obie Award, Best Director - The Reckoning (1969) - Does a Tiger Wear a Necktie? (1969) - Operation Sidewinder (1970) - The Dream on Monkey Mountain (1971) - The Cherry Orchard (1972) - Thoughts (1973) - What the Wine-Sellers Buy (1974) - Mule Bone (1991) |

## 参照
1. ↑  “Michael A. Schultz Biography (1938–)”.   Filmreference.com (1938年11月10日). 2012年8月20日閲覧。
2. ↑  “Jet”.   Books.google.com. 2012年8月20日閲覧。